# Ђеођел (Алба)
Ђеођел (рум. Geogel) насеље је у Румунији у округу Алба у општини Понор. Oпштина се налази на надморској висини од 802 m.

## Становништво
Према подацима из 2002. године у насељу је живело 149 становника, од којих су сви румунске националности.